# Кејти (Тексас)
Кејти (енгл. Katy) град је у америчкој савезној држави Тексас. По попису становништва из 2010. у њему је живело 14.102 становника.

## Демографија
Према попису становништва из 2010. у граду је живело 14.102 становника, што је 2.327 (19,8%) становника више него 2000. године.
| Група             | 2000.         | 2010.         |
| Белци             | 8.275 (70,3%) | 8.854 (62,8%) |
| Афроамериканци    | 499 (4,2%)    | 742 (5,3%)    |
| Азијати           | 59 (0,5%)     | 218 (1,5%)    |
| Хиспаноамериканци | 2.797 (23,8%) | 4.092 (29,0%) |
| Укупно            | 11.775        | 14.102        |